# Drottningholm
Drottningholm település Svédországban, Ekerö községben. Lovön szigetén, a Mälaren-tavon található. Királyi palotájáról és színházáról nevezetes.

## Turizmus

### A Drottningholm palota
A Drottningholm palota a svéd királyi család lakhelye Drottningholmban 1981 óta. A jelenlegi palotát a 17. században kezdték el építeni. Nevét III. János király alatt kapta (svédül Drottning királynőt jelent) Jagelló Katalin királynéról.
Az UNESCO a palotát a világörökség részévé nyilvánította. Meghatározott időben látogatható.

### Kínai Palota
A Kínai Palota egy kínai stílusban épült kastély, ahol III. Gusztáv és udvartartása a nyarat töltötte. Eredetileg ez a kastély egy királyi születésnapi ajándék volt. Az UNESCO világörökség része.
|  |  |

## Galéria

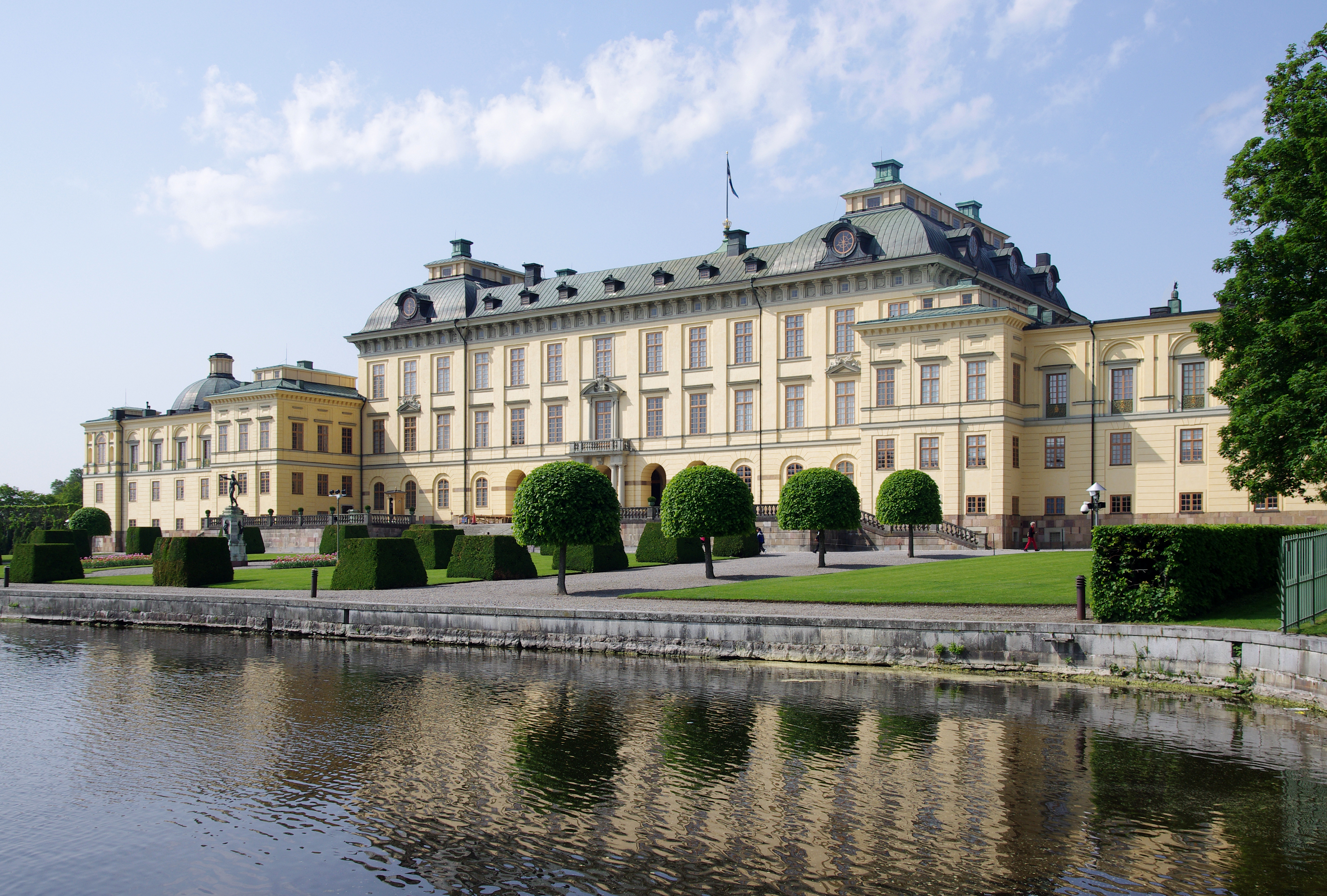
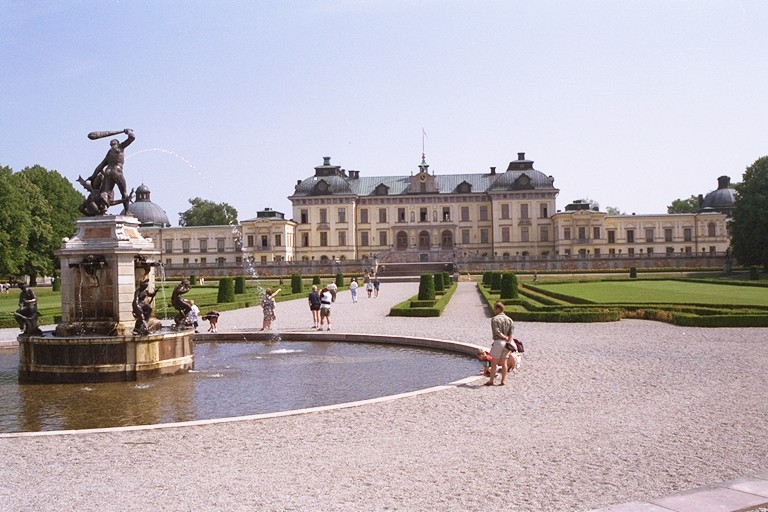
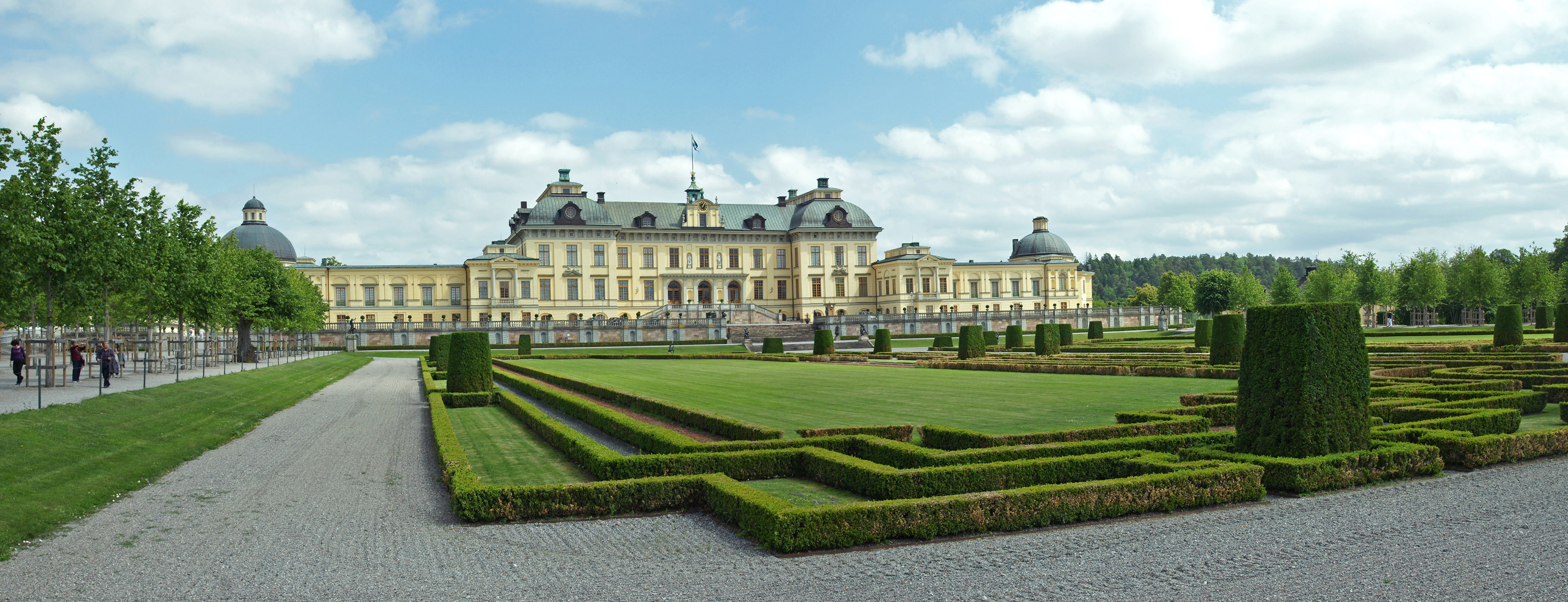
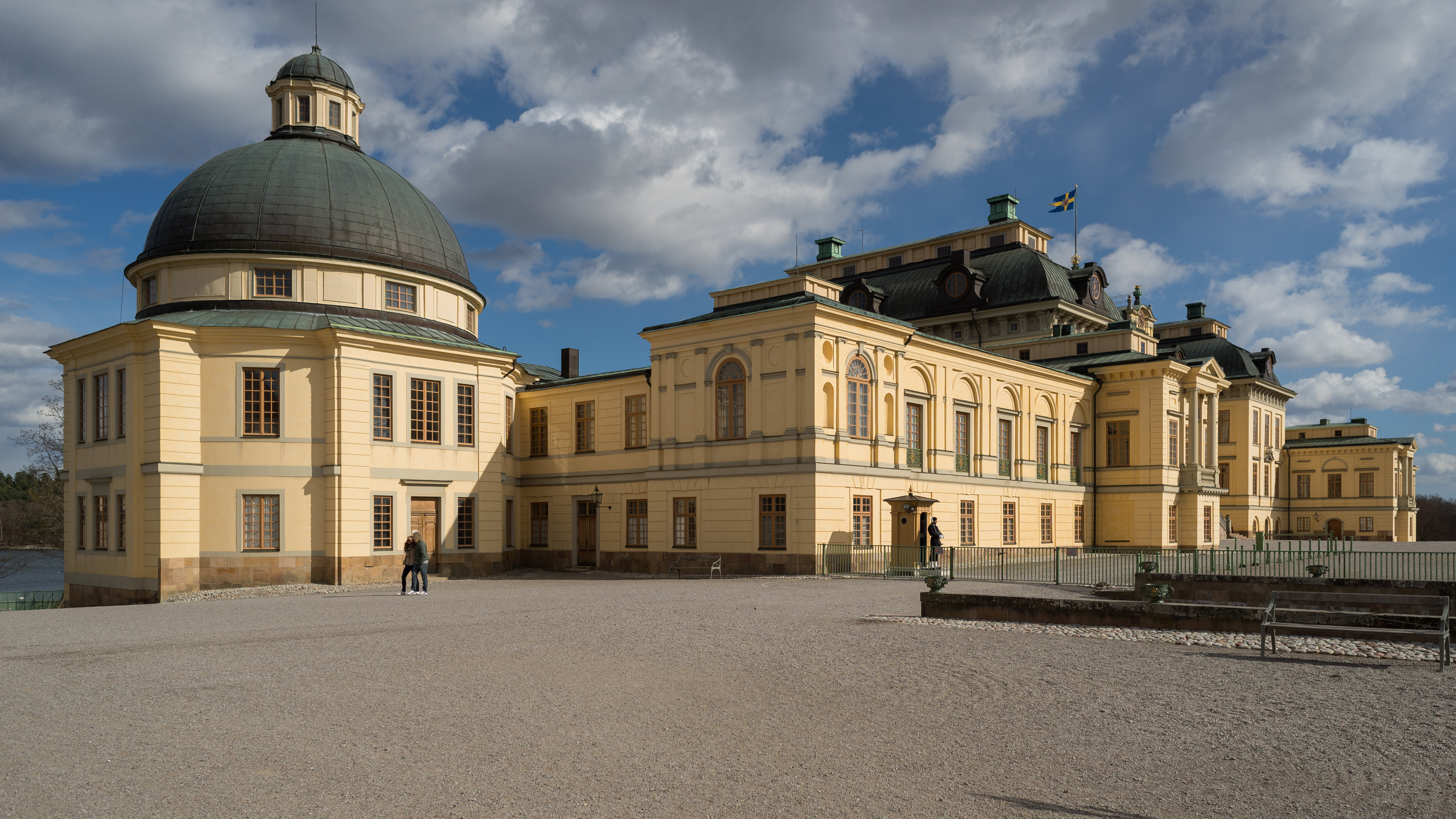
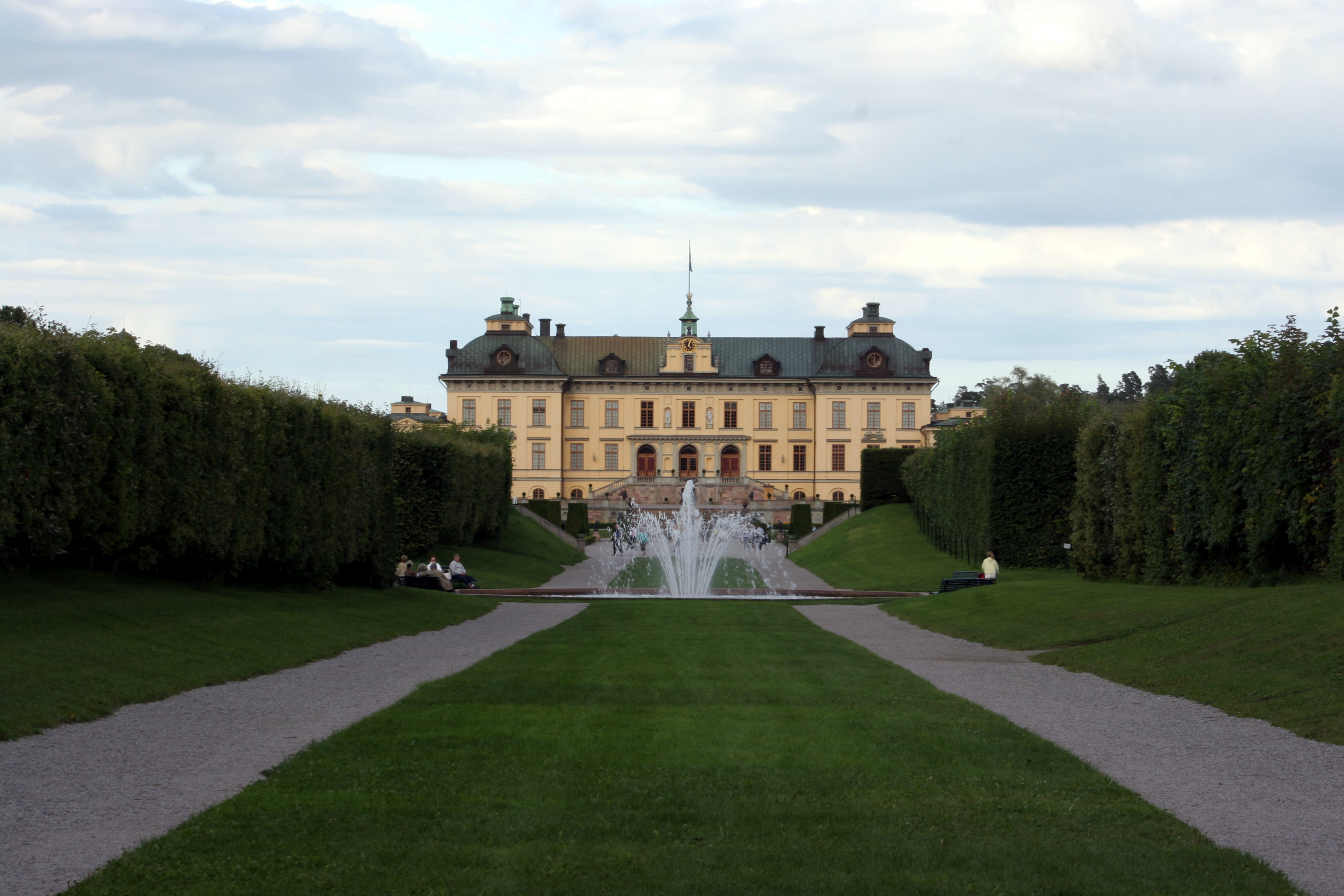
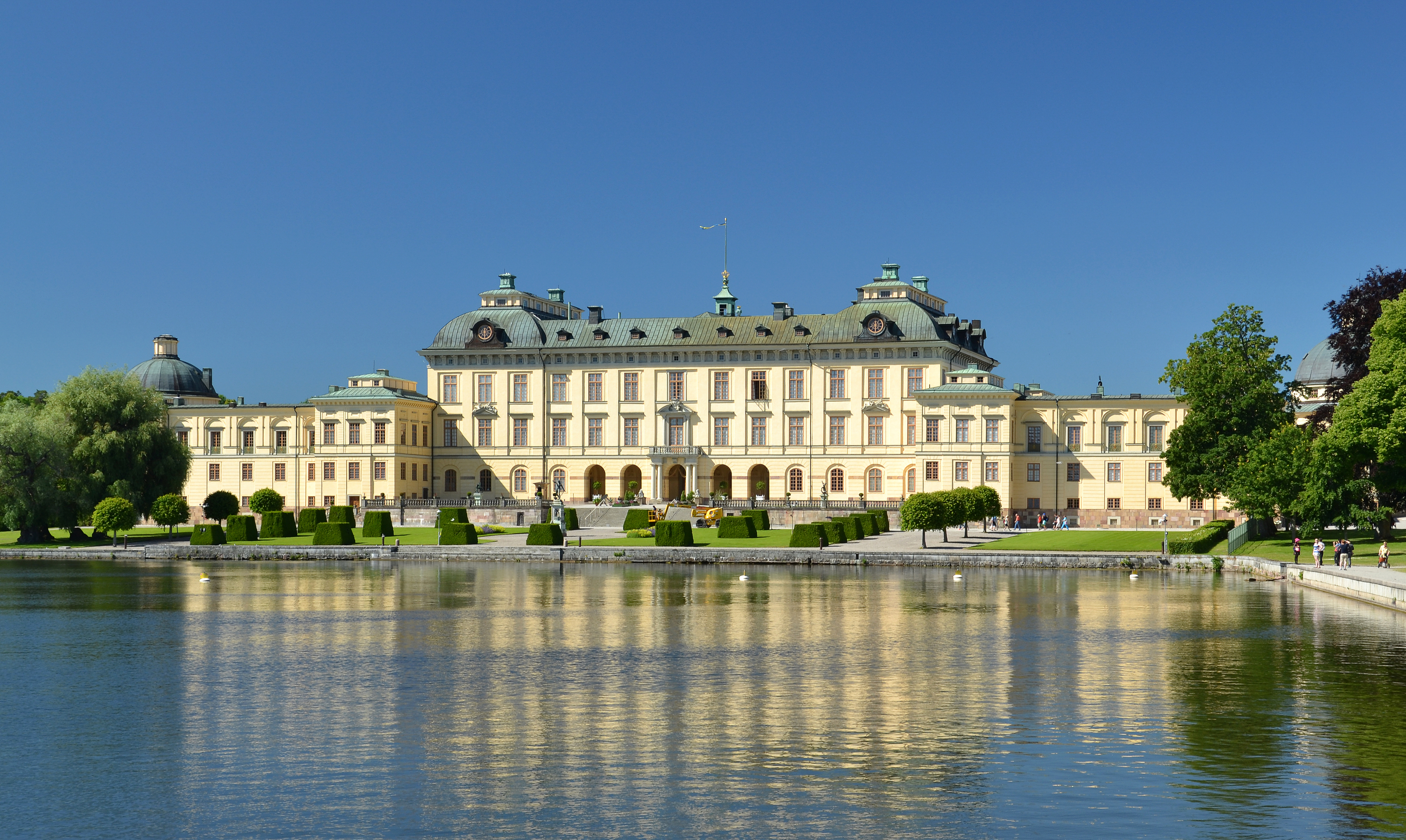
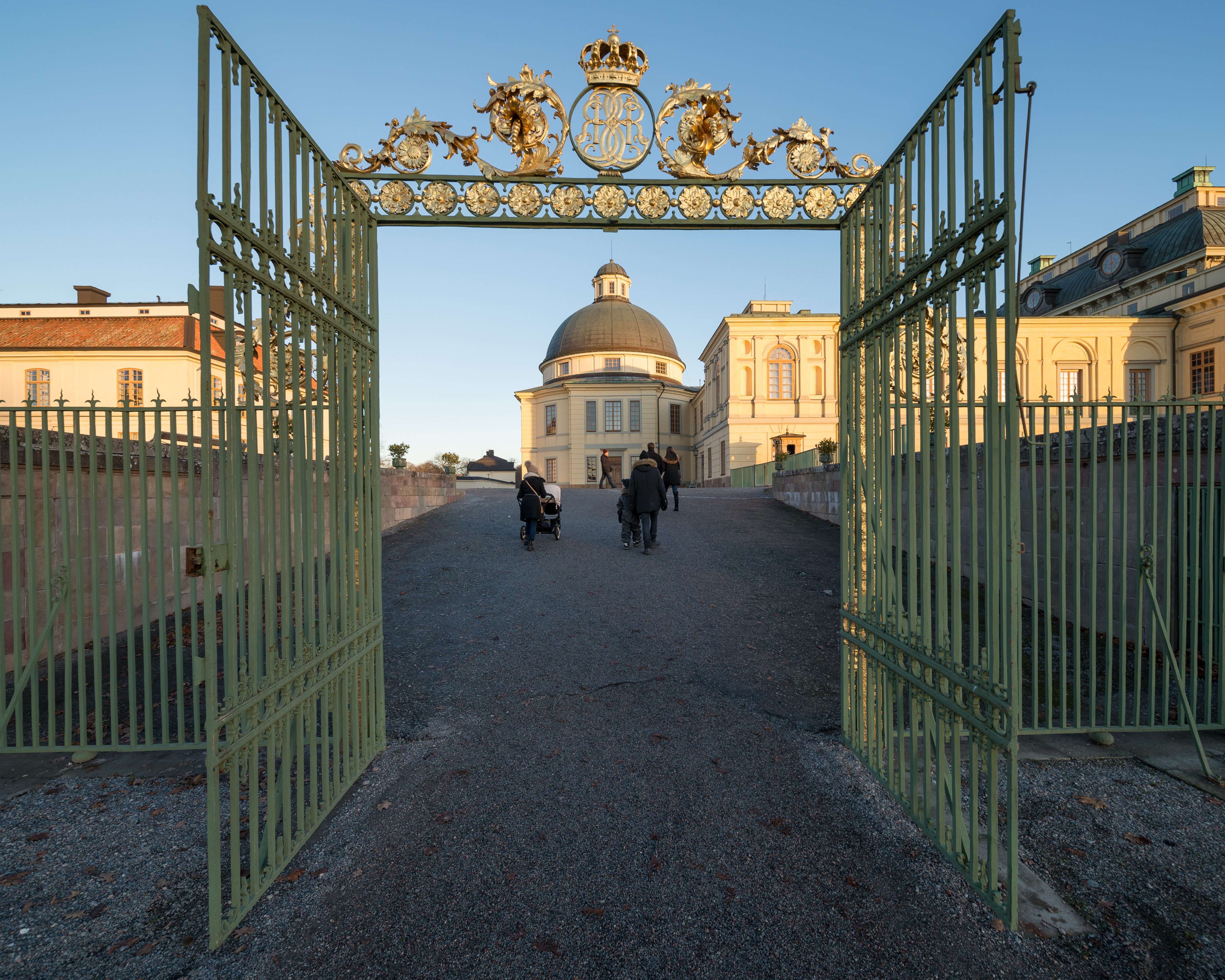
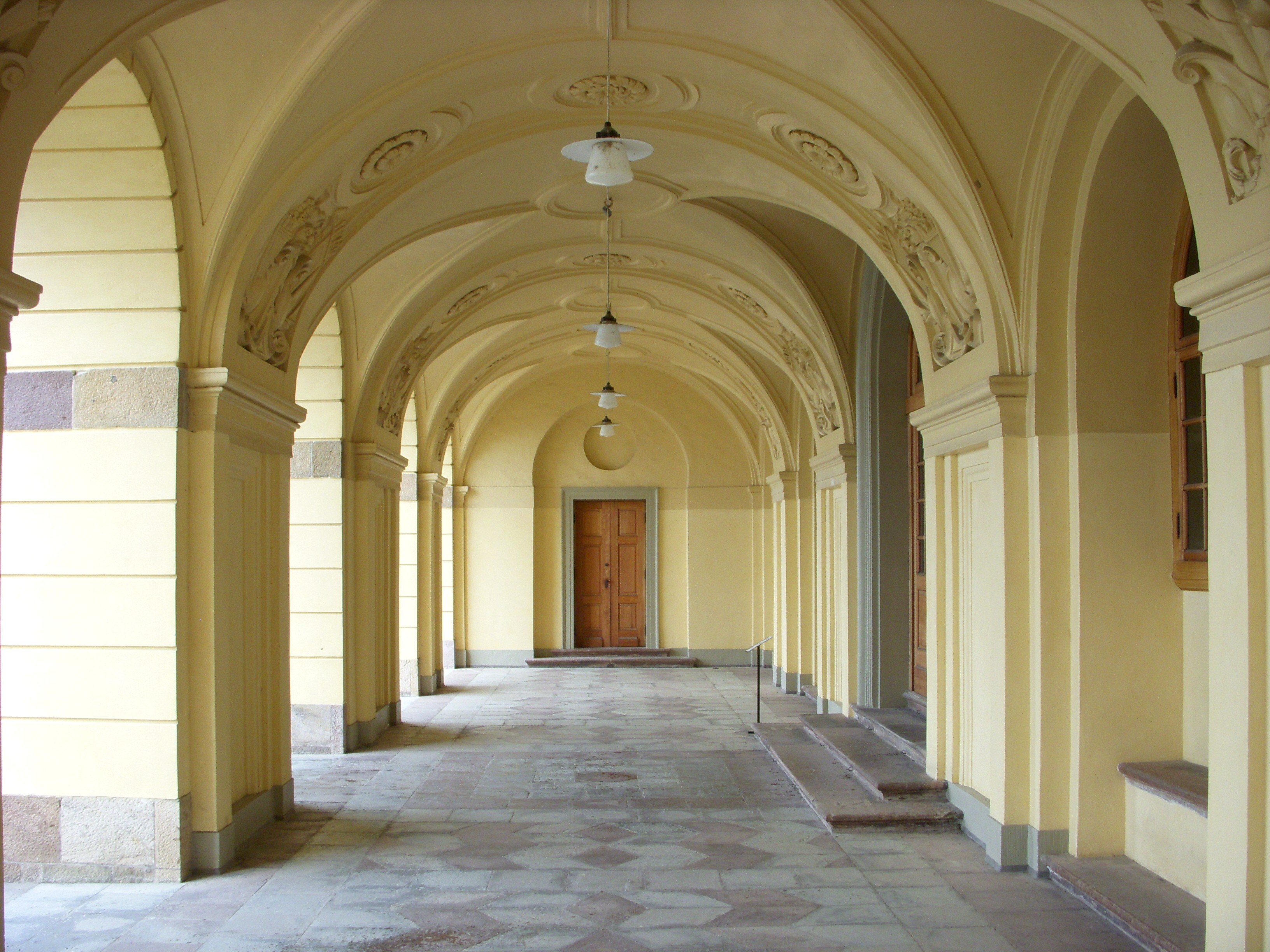
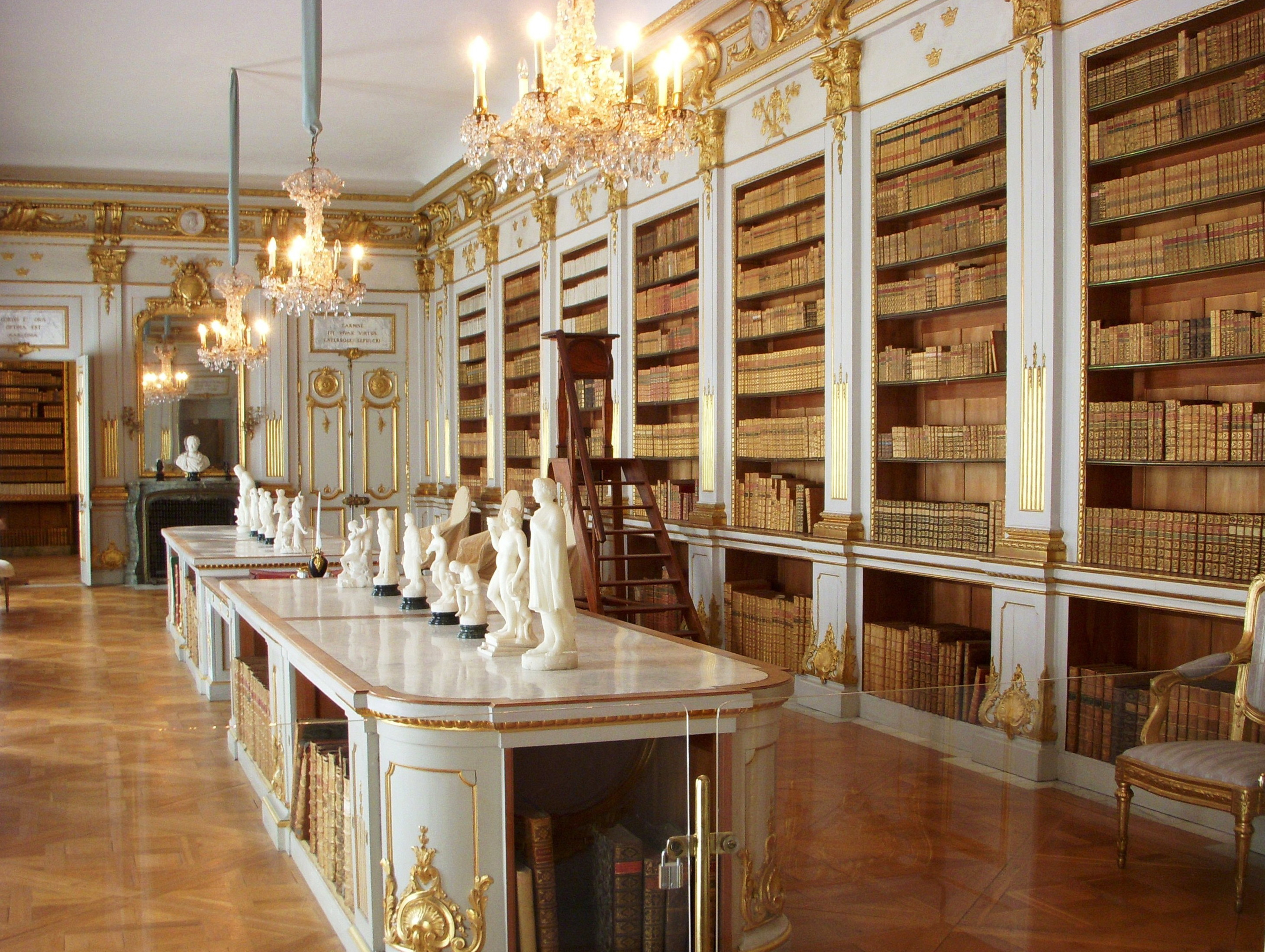
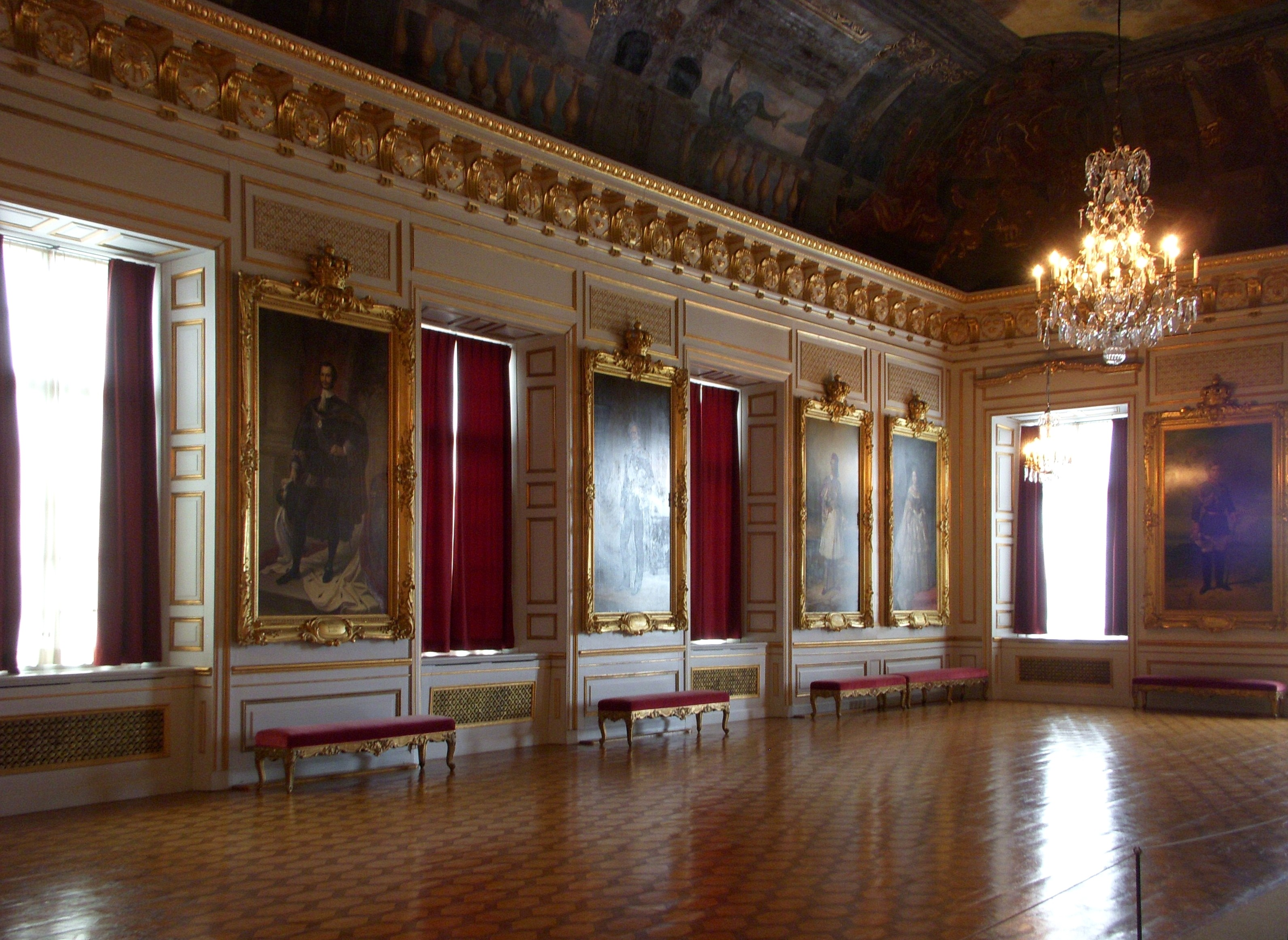